# Sat (zviježđe)
Sat (lat. Horologium) jedno je od 88 modernih zviježđa. Manje je zviježđe južne polutke. Prvi ga je opisao francuski astronom Nicolas-Louis de Lacaille 1756. godine i zamislio ga kao sat s klatnom.